# Gornji Gučani
Gornji Gučani su naselje u Republici Hrvatskoj u Požeško-slavonskoj županiji, u sastavu općine Brestovac.

## Zemljopis
Gornji Gučani su smješteni oko 6 km zapadno od Brestovca, na cesti Požega - Nova Gradiška susjedna sela su Busnovi na zapadu i Donji Gučani na istoku. 

## Stanovništvo
Prema popisa stanovništva iz 2011. godine Gornji Gučani su imali 53 stanovnika.
| broj stanovnika | 264   | 277   | 238   | 201   | 205   | 220   | 194   | 190   | 95    | 99    | 102   | 91    | 99    | 84    | 53    | 53    | 48    |
|                 | 1857. | 1869. | 1880. | 1890. | 1900. | 1910. | 1921. | 1931. | 1948. | 1953. | 1961. | 1971. | 1981. | 1991. | 2001. | 2011. | 2021. |